# Георг фон Габсбург
Георг фон Габсбург (нім. Georg von Habsburg), (угор. Habsburg György), повне ім'я Пауль Георг Марія Йозеф Домінікус Габсбург-Лотаринзький (нім. Paul Georg Maria Joseph Dominikus Habsburg-Lothringen, нар. 16 грудня 1964) — австрійський ерцгерцог з династії Габсбургів, син титулярного імператора Австрії Отто та принцеси Регіни Саксен-Майнінгенської, австрійський і угорський журналіст, політик та громадський діяч.

## Біографія
Пауль Георг народився 16 грудня 1964 року у Штарнберзі. Він став молодшим сином в родині титулярного імператора Австрії та короля Угорщини, Богемії, Хорватії, Галичини та Володимерії Отто фон Габсбурга та його дружини Регіни Саксен-Майнінгенської. В сім'ї вже було шестеро дітей: Андреа, Моніка, Мікаела, Габріела, Вальбурга та Карл.
У 1984-му Георг закінчив середню школу в місті Тутцінг і прослухав курс права в Інсбруцькому університеті. У 1985—1993 вивчав політологію, історію та ісламістику в університетах Мадрида та Мюнхена.
У 1987—1988 був співробітником німецького телеканалу ZDF. У 1989 недовкий час працював на телебаченні в Омані. 1990-го заснував власну телекомпанію, що займалася випуском документальних телефільмів.
На початку 90-х прийняв угорське громадянство і переїхав до медьє Пешт. У 1995 став директором німецько-угорсько-скандинавської телекомпанії МТМ. У 1996—2002 роках — член правління угорського телеканала 2 МТМ-SBS. Від 16 грудня 1996 був призначений уповноваженим послом Угорщини в ЄС.
У лютому 1997 оголосив про свої заручини із принцесою Еілікою Ольденбурзькою. Пара побралася 18 жовтня того ж року у базиліці Святого Іштвана в Будапешті. На церемонії були присутніми президент Арпад Генц та прем'єр-міністр Дьюла Горн, спадкоємець іспанського трону Феліпе Астурійський, принц Монако Альбер, король Марокко Хасан II, а також посли багатьох країн. Папа Іван Павло II надіслав молодятам свої привітання. Близько 2000 угорців та туристів з інших країн зібралися перед храмом, щоб побачити весілля. Церемонія також транслювалася на угорському телебаченні. Цей шлюб став першим союзом між католицькою родиною Габсбургів і лютеранами Ольденбургами. Наречена після весілля зберегла своє віросповідання. У подружжя народилося троє дітей. 
2004-го очолив угорський Червоний хрест. У 2009 балотувався до Європейського парламенту від Magyar Demokrata Fórum. Проте, за результатами виборів, MDF отримав лише один мандат.
2010-го побував з візитом в Україні. 29 червня Георг прибув до Берегового. Його метою було дізнатися, як живуть закарпатські роми, і, за можливістю, допомогти їм. Ерцгерцог поспілкувався з представниками міської влади, відвідав офіс міськрайонної організації Товариства Червоного Хреста, музей і дияконічний відділ реформатської церкви, який активно займається благочинністю.
Проживає із родиною у селищі Соскут, медьє Пешт.

## Родина
Дружина — Еїліка Олденбурзька
Діти:
- Софія (нар.2001)
- Хільда (нар.2002)
- Карл-Костянтин (нар.2004)